# فرودگاه مییک
فرودگاه مییک (به انگلیسی: Myeik Airport) یک فرودگاه همگانی با کد یاتا MGZ است . این فرودگاه در کشور میانمار قرار دارد و در ارتفاع ۲۳ متری از سطح دریا واقع شده‌است.

## شرکت‌های هواپیمایی و مقصدهای پروازی
| شرکت‌های هواپیمایی         | مقصدهای پروازی               | Route         |
| ------------------------- | ---------------------------- | ------------- |
| APEX Airlines             | کاوتونگ، یانگون              | Domestic      |
| Air KBZ                   | یانگون                       | Domestic      |
| Myanmar National Airlines | کاوتونگ، ماولامیاینگ، یانگون | Domestic      |
| Myanmar Union Express     | دن موئنگ                     | International |